# Roraima Hoje
Roraima Hoje é um jornal diário em circulação na cidade brasileira de Boa Vista, estado de Roraima, fundado em 6 de dezembro de 2006.